# Bracon excavatus
Bracon excavatus är en stekelart som beskrevs av Gaspard Auguste Brullé 1846. Bracon excavatus ingår i släktet Bracon och familjen bracksteklar. Inga underarter finns listade.